# Dominion Bond Rating Service

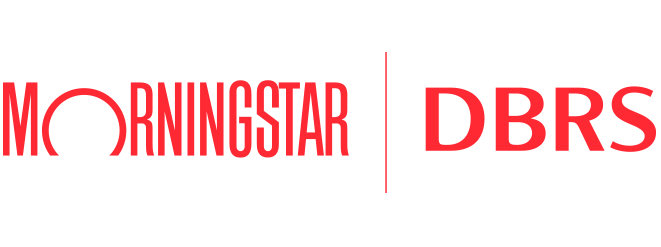
Logo DBRS Morningstar

DBRS Morningstar es una agencia de calificación crediticia global fundada en 1976 (originalmente conocida como Dominion Bond Rating Service) en Toronto, Canadá. En julio de 2019, DBRS fue adquirida por la empresa internacional de servicios financieros Morningstar Inc., por aproximadamente 700 millones de dólares (USD). Tras la compra, las actividades de DBRS se integraron con en el negocio de calificación crediticia de Morningstar Inc., Morningstar Credit Ratings, para así crear DBRS Morningstar.
DBRS Morningstar, que tiene oficinas en Toronto, Nueva York, Chicago, Londres, Frankfurt y Madrid, es la cuarta agencia de calificación crediticia por cuota de mercado global, con aproximadamente entre el 2% y el 3% de la cuota de mercado global. DBRS Morningstar está compuesta por cuatro compañías operativas afiliadas: DBRS Limited; DBRS, Inc.; DBRS Ratings Limited; y DBRS Ratings GmbH.
Tras la compra de DBRS y Morningstar Credit Ratings, se nombró a Detlef Scholz para dirigir el negocio de calificación crediticia.
DBRS Morningstar está registrada en la U.S. Securities and Exchange Commission (SEC) como una Nationally Recognized Statistical Rating Organization (NRSRO) de conformidad con la Ley de Reforma de la Agencia de Calificación Crediticia de 2006 (CRA Reform Act) y las reglas adoptadas en virtud de la misma, siendo una de las únicas 10 compañías que posee tal designación.
DBRS Morningstar está también registrada como CRA en la Unión Europea (UE) de conformidad con el Reglamento (CE) No 1060/2009 del Parlamento Europeo, modificado por el Reglamento (UE) No 513/2011 y No 462/2013 sobre CRAs (el Reglamento CRA de la UE) y con la Ontario Securities Commission (OSC) en Canadá.
La empresa es una de las únicas cuatro agencias de calificación crediticia, incluidos los competidores más grandes, Standard & Poor's, Moody's Investors Service y Fitch Ratings, que han recibido el reconocimiento de ECAI del Banco Central Europeo (BCE). Esta designación indica agencias de calificación crediticia cuyas calificaciones pueden ser utilizadas por el BCE para determinar los requisitos de garantías para los préstamos del BCE. En los últimos años, las calificaciones soberanas de DBRS Morningstar en países europeos, incluidos Portugal, Irlanda e Italia, han sido utilizadas por el BCE.
El 29 de mayo de 2019 Morningstar, Inc. anunció la compra de DBRS por un precio aproximado de 700 millones de dólares (USD) en efectivo y acciones. La adquisición se completó el 2 de julio de 2019.

## Historia
La compañía fue fundada por Walter Schroeder, que comenzó a esbozar un plan de negocios mientras conducía a Montreal en unas vacaciones familiares. Desarrolló la agencia de calificación desde cero, estableciendo la empresa con menos de $1,000. La compañía abrió su primera oficina, una pequeña oficina de 140 metros cuadrados, en Toronto.
El Sr.Schroeder y su familia vendieron la empresa a The Carlyle Group y Warburg Pincus, quienes luego vendieron la empresa a su actual propietario, Morningstar Inc.
Desde su comienzo, DBRS Morningstar se ha expandido para convertirse en la agencia calificadora más grande de Canadá con operaciones en los Estados Unidos, y Europa. Primero abrió oficinas en Chicago y Nueva York en 2003; abrió su oficina actual en Frankfurt en 2018; y en Madrid en 2019. En 2008, la organización cambió su nombre de Dominion Bond Rating Service a DBRS.
En la actualidad DBRS Morningstar emplea aproximadamente 700 personas en todo el mundo y califica más de 3.000 grupos de emisores valores y más de 60.000 títulos financieros a nivel global.

## Estructura corporativa y operativa
A nivel mundial, DBRS Morningstar tiene diversas entidades operacionales. En el mercado norteamericano operan, DBRS Limited, en Canadá, y, DBRS, Inc., en Estados Unidos. DBRS Ratings Limited (Londres, Reino Unido) es la entidad que gestiona el negocio europeo de la agencia, DBRS Ratings GmbH es la entidad operacional  en Alemania y en España, DBRS Ratings GmbH, Sucursal en España. 

## Calificaciones
DBRS Morningstar proporciona servicios de calificación de crédito independientes para instituciones financieras, entidades corporativas y soberanas y productos e instrumentos de finanzas estructuradas en todas los lugares donde opera.
Las calificaciones crediticias son opiniones sobre el riesgo crediticio que reflejan la solvencia crediticia de una entidad o valor. El proceso del Comité de Calificación facilita las decisiones de calificación, que son una evaluación colectiva de la opinión de DBRS Morningstar en lugar de la opinión de un analista individual, se basan en información suficiente que incorpora consideraciones globales y locales y el uso de metodologías aprobadas y son independientes de cualquier conflicto de interés percibido.

## Plataforma Viewpoint
Viewpoint es una plataforma en línea lanzada en 2016 (anteriormente conocida como iReports) que ofrece acceso interactivo a información sobre transacciones de valores respaldados por hipotecas comerciales, así como comentarios y productos de trabajo, para productos con calificación de DBRS Morningstar. Los usuarios reciben una mayor transparencia en el análisis de crédito y los datos de soporte a través de la plataforma.

## Reglamentaciones
En Canadá, DBRS Morningstar está regulado a través de los Administradores de Valores Canadienses, siendo su principal regulador la OSC. Las agencias de calificación crediticia en Canadá deben convertirse en una "organización de clasificación designada" para que sus evaluaciones puedan ser utilizadas para su uso según las leyes de valores.
En los EE. UU., DBRS Morningstar está regulado por la SEC, que ha propuesto reglas como parte de la Ley Dodd-Frank que impondrá requisitos adicionales de gobierno, transparencia, conflictos de interés y medición del rendimiento en la industria de CRAs.
En Europa, DBRS Morningstar está regulado por ESMA y FCA. Reglas adicionales - CRA III - se han adoptado en Europa centradas en aumentar la competencia, la transparencia y la independencia de las calificaciones, así como en estandarizar las calificaciones Soberanas y agregar nuevas responsabilidades ya sea que exista o no un contrato en vigencia.